# 孙吴站
孙吴站，位于中华人民共和国黑龙江省黑河市孙吴县，是北黑铁路上的火车站，建于1933年，由哈尔滨局集团管辖。

## 歷史
- 建于1933年。

## 业务办理
- 客运办理旅客乘降，行李，包裹托运业务。
- 货运办理整车，集装箱货物到发。

## 車站周邊
- 中国邮政储蓄银行中心营业所
- 孙吴县第一小学
- 中国农业银行解放路分理处
- 孙吴县安全生产监督管理局
- 孙吴镇人民政府
- 孙吴县农村土地承包仲裁委员会
- 孙吴县地震局
- 中国人民银行孙吴县支行
- 孙吴县农村商业银行兴北支行
- 中国工商银行孙吴县支行
- 孙吴县建设局
- 中国邮政储蓄银行红旗街支行
- 中国邮政储蓄银行孙吴县中央街支行
- 孙吴县中医医院
- 凤凰明珠酒店
- 中国农业发展银行孙吴县支行
- 孙吴县城区社区卫生中心

## 外部連結
- 中国铁路客户服务中心 （页面存档备份，存于）